# Рекурсія (фонетика)
Рекурсія (від лат. recursus — ‘повернення’) або відступ у фонетиці — кінцева фаза у процесі артикуляції звуку мови, наступна після екскурсії (приступу) і витримки.
Під час рекурсії органи мовлення переходять у положення, необхідне для творення наступного звуку, або ж у нейтральне положення.
Для рекурсії характерний відносний рух органів артикуляції, тоді як на етапі витримки їхнє положення залишається відносно стабільним. Стосовно шумних приголосних відмінності в рекурсії дозволяють виділити окремі види: проривні приголосні, африкати і фрикативні приголосні. Під час мовлення рекурсія попереднього звуку і екскурсія наступного взаємно впливають і навіть накладаються одна на одну.
Отже, існує взаємозв'язок рекурсії попереднього і екскурсії наступного звуків. Щоб його продемонструвати порівняємо звучання однієї фонеми в різному фонетичному оточенні; наприклад, для кожного зі складів «ор», «ро» і «рот» відповідний алофон звуку [o] закінчується по-різному. Фізіологічне пояснення описаного взаємозв'язку полягає в тому, що до кінця вимовляння певного звуку органи мовлення починають займати положення, необхідне для вимовляння наступного звуку, що й робить мовлення зв'язним.